# Portatyl
Portatyl, ołtarzyk tablicowy (łac. altare portatile) – wykonywane od VII wieku małe, przenośne ołtarzyki, głównie metalowe lub z kości słoniowej, używane w czasie podróży.
Ołtarze tego typu upowszechniły się za czasów króla Franków i cesarza rzymskiego Karola Wielkiego i posiadali je w swoich skarbach praktycznie wszyscy książęta. Używano ich nie tylko w podróżach, ale także na wojnę i na polowania, często wraz z kaplicami przenośnymi. Ołtarz taki zwykle nazywano "kamieniem świętym" i służył w czasie podróży do sprawowania liturgii mszalnej. W późniejszym okresie ołtarz ten zastąpił zestaw miniaturowych sprzętów mszalnych wykorzystywanych przez kapelanów wojskowych lub duchownych przynoszących sakrament chorych tzw. wiatyk. Prawdopodobnie używany także przez pierwszych Piastów w Polsce, w związku ze stosunkowo rzadką siecią kościołów. Od XIII wieku portatylami dysponowali głównie duchowni, a posiadanie ich przez osoby świeckie wymagało specjalnego przywileju.
Ołtarze tego typu składały się z niewielkiej, czworobocznej kamiennej płyty zaopatrzonej w uchwyty przydatne w podróży. W X wieku portatyle wytwarzane były także z kryształu górskiego w metalowej oprawie, a także ze szkła szafirowego, drewna, macicy perłowej i podobnych materiałów. Płyta ozdabiana była napisami, płaskorzeźbami, rysunkami wyrytymi w kamieniu lub kruszcowej oprawie. Zgodnie z regułami na portatyl powinien być wykonany z jednolitej bryły kamienia na tyle grubej, aby w środku znalazło się miejsce na relikwie, a na nim kielich i hostia, ale i puszka z komunikantami do konsekracji. Do wnętrza ołtarzyka prowadziło wyżłobienie do otworu symbolizującego grób sepulchrum, umieszczone pośrodku ołtarza, a zamykane płytą kamienną sigillum zamocowaną za pomocą poświęconego cementu. Na płycie dodatkowo odciskana była lakowa pieczęć biskupia. Dodatkowo od spodu portatylu zamieszczano informacje o fundatorze, dacie konsekracji i imiona świętych, których relikwie umieszczono w ołtarzyku.